# Mike Fishbach
Mike Fishbach, ou Michael Fishbach, né le 1er décembre 1954 à New York dans le Bronx, est un joueur de tennis américain.

## Carrière
Il a connu la notoriété dans le milieu du tennis de l'époque lorsqu'il utilisa à l'US Open 1977 une nouvelle raquette (raquette spaghetti) interdite un mois plus tard qui lui permit d'atteindre le troisième tour mais surtout de faire tomber Stan Smith, tête de série no 16, à la surprise générale (6-0, 6-2), alors qu'il n'était classé que 132e sortait des qualifications et jouait pour la première fois dans le tableau principal d'un tournoi du Grand Chelem.

## Palmarès

### Titre en double messieurs
| No | Date       | Nom et lieu du tournoi | Catégorie | Dotation | Surface      | Partenaire  | Finalistes               | Score         |  |
| -- | ---------- | ---------------------- | --------- | -------- | ------------ | ----------- | ------------------------ | ------------- |  |
| 1  | 24-07-1978 | Head Cup Kitzbühel     |           | 75 000 $ | Terre (ext.) | Chris Lewis | Pavel Hutka Pavel Složil | 6-7, 6-4, 6-3 |  |

### Finales en double messieurs
| No | Date       | Nom et lieu du tournoi           | Catégorie | Dotation  | Surface      | Vainqueurs                  | Partenaire     | Score         |  |
| -- | ---------- | -------------------------------- | --------- | --------- | ------------ | --------------------------- | -------------- | ------------- |  |
| 1  | 31-07-1978 | Volvo International North Conway |           | 175 000 $ | Terre (ext.) | Robin Drysdale Van Winitsky | Bernard Mitton | 4-6, 7-6, 6-3 |  |
| 2  | 16-08-1982 | Tournoi de tennis de Stowe Stowe |           | 75 000 $  | Dur (ext.)   | Andy Andrews John Sadri     | Eric Fromm     | 6-3, 6-4      |  |

## Parcours dans les tournois duGrand Chelem

### En simple
| Année | Open d'Australie | Open d'Australie | Internationaux de France | Internationaux de France | Wimbledon       | Wimbledon  | US Open         | US Open    | Open d'Australie | Open d'Australie |
| ----- | ---------------- | ---------------- | ------------------------ | ------------------------ | --------------- | ---------- | --------------- | ---------- | ---------------- | ---------------- |
| 1977  | —                | —                | —                        | —                        | —               | —          | 3e tour (1/16)  | J. Feaver  | —                | —                |
| 1978  | n.o.             | n.o.             | 1er tour (1/64)          | R. Gehring               | 1er tour (1/64) | M. Riessen | 1er tour (1/64) | E. Dibbs   | —                | —                |
| 1979  | n.o.             | n.o.             | —                        | —                        | —               | —          | —               | —          | —                | —                |
| 1980  | n.o.             | n.o.             | —                        | —                        | —               | —          | —               | —          | —                | —                |
| 1981  | n.o.             | n.o.             | —                        | —                        | —               | —          | 1er tour (1/64) | P. Fleming | —                | —                |

N.B. : à droite du résultat se trouve le nom de l'ultime adversaire.

### En double
| Année | Open d'Australie | Open d'Australie | Internationaux de France                                                              | Internationaux de France                                                        | Wimbledon                                                                    | Wimbledon | US Open                                                                            | US Open | Open d'Australie | Open d'Australie |
| ----- | ---------------- | ---------------- | ------------------------------------------------------------------------------------- | ------------------------------------------------------------------------------- | ---------------------------------------------------------------------------- | --------- | ---------------------------------------------------------------------------------- | ------- | ---------------- | ---------------- |
| 1971  | —                | —                | —                                                                                     | —                                                                               | —                                                                            | —         | 2e tour (1/16) P. Fishbach \|\| style="text-align:left;" \| A. Ashe D. Ralston     | n.o.    | n.o.             |                  |
| 1972  | —                | —                | —                                                                                     | —                                                                               | —                                                                            | —         | —                                                                                  | —       | n.o.             | n.o.             |
| 1973  | —                | —                | —                                                                                     | —                                                                               | —                                                                            | —         | —                                                                                  | —       | n.o.             | n.o.             |
| 1974  | —                | —                | —                                                                                     | —                                                                               | —                                                                            | —         | —                                                                                  | —       | n.o.             | n.o.             |
| 1975  | —                | —                | —                                                                                     | —                                                                               | —                                                                            | —         | 1er tour (1/32) S. Docherty \|\| style="text-align:left;" \| A. Ashe D. Ralston    | n.o.    | n.o.             |                  |
| 1976  | —                | —                | —                                                                                     | —                                                                               | —                                                                            | —         | 1er tour (1/32) M. Bahrami \|\| style="text-align:left;" \| P. Kronk C. Letcher    | n.o.    | n.o.             |                  |
| 1977  | —                | —                | —                                                                                     | —                                                                               | —                                                                            | —         | 2e tour (1/16) D. Schneider \|\| style="text-align:left;" \| B. Hewitt F. McMillan | —       | —                |                  |
| 1978  | n.o.             | n.o.             | 1er tour (1/32) N. Saviano \|\| style="text-align:left;" \| D. Stockton E. van Dillen | 1er tour (1/32) P. Fishbach \|\| style="text-align:left;" \| S. Ball K. Warwick | 1/8 de finale B. Mitton \|\| style="text-align:left;" \| K. Warwick V. Pecci | —         | —                                                                                  |         |                  |                  |
| 1979  | n.o.             | n.o.             | —                                                                                     | —                                                                               | —                                                                            | —         | —                                                                                  | —       | —                | —                |
| 1980  | n.o.             | n.o.             | —                                                                                     | —                                                                               | —                                                                            | —         | 1er tour (1/32) H. Fritz \|\| style="text-align:left;" \| S. Davis B. Testerman    | —       | —                |                  |

N.B. : le nom du ou de la partenaire se trouve sous le résultat ; les noms des ultimes adversaires se trouvent à droite.